# Carrefour
Carrefour (lit: «intersección» o «encrucijada») es una cadena multinacional de distribución de origen francés. Es considerado el primer grupo europeo, a poca distancia en ingresos netos de la compañía alemana Schwarz Gruppe (matriz de Lidl y Kaufland), y el tercero del sector a nivel mundial. En 2024, el grupo contaba con 14 000 tiendas en 40 países. 5381 tiendas en Francia, 4830 tiendas en el resto de Europa, 1036 tiendas en América Latina y 235 en Asia, así como 487 tiendas en países en convenio.
Da empleo a unas 380 000 personas en todo el mundo. Sus ventas consolidadas, incluidos los ingresos de todas las marcas del grupo, alcanzaron 85 100 millones de euros en 2018.
El hipermercado más grande de Carrefour fue construido en 1972, consta de 24 400 m² y está ubicado en Portet-sur-Garonne Toulouse, Francia. El milésimo hipermercado fue inaugurado en China en el año 2006.
La actividad del grupo se centra en cuatro mercados: Europa, Asia, Iberoamerica y recientemente, África. El 53 % del volumen de su negocio se realiza fuera de Francia, aunque entre este y otros países europeos acumula un 72 % del total de sus negocios.
El grupo se centra en mercados de gran expansión como Brasil, España, Italia y Medio Oriente. A partir de 2014 inicia un plan de expansión en países como Polonia, Túnez, Rumania, Bulgaria y Macedonia del Norte y en otros de Oriente Medio donde la filial Majid Al Futtaim expande el negocio a Georgia, Armenia y Kazajistán. Recientemente, en asociación con CFAO, ha ingresado a territorio africano en países como Costa de Marfil, Senegal y Camerún. En 2020 y 2021 ingresará a Azerbaiyán y Uzbekistán con la filial Majid Al Futtaim.

## Historia

Mapa de ubicaciones de Carrefour en el mundo. Los países en naranja son países que cuentan actualmente con sucursales, y los países en negro son países en donde la empresa tuvo sucursales.

La sociedad Carrefour fue creada en la Alta Saboya el 30 de noviembre de 1959 por las familias Fournier y Defforey. En 1963, Carrefour inventó el concepto de hipermercado, abriendo el primero en Sainte-Geneviève-des-Bois. La sociedad se estableció en Bélgica en 1969, en España en 1973 y en Brasil en 1975 (abriendo su primer hipermercado en São Paulo el 30 de noviembre de 1975 y en Río de Janeiro, el 15 de enero de 1976).
La sociedad Promodis (futura Promodès) se creó en 1961 tras la fusión de las empresas de dos familias normandas de mayoristas dirigidos por Paul-Auguste Halley y Léonor Duval-Lemonnier. El nombre de Carrefour significa "cruce de caminos/encrucijada", y se puso este nombre porque el primer hipermercado estaba precisamente ubicado en un cruce de caminos.
El grupo Carrefour y el grupo Promodès (Continente) se fusionaron en el año 2000 y unificaron las dos cadenas de hipermercados Pryca y Continente pasando a llamarse Carrefour. De esta manera conformaron el primer grupo europeo y segundo grupo mundial de distribución, después de Wal-Mart. Fue dirigida por José Luis Durán entre 2005 y finales de 2008. Desde el 1 de enero de 2009 Lars Olofsson, procedente del grupo Nestlé, se convirtió en el director general. Se ha visto afectada por el Tribunal de la Competencia por una sentencia desfavorable de 37 millones de euros.
En 2008 se lanza en China una campaña para boicotear los productos franceses y los centros comerciales Carrefour, en protesta por el caos registrado en París durante el paso de la antorcha olímpica.
En 2011 Carrefour decide escindir el 100 % de DIA y sacar la empresa a bolsa. La operación se realiza entregando a los actuales accionistas de Carrefour un número de acciones de DIA proporcional a los que poseían en la empresa matriz.
En 2012 el holding chileno Cencosud compró Carrefour en Colombia con el fin de formar parte de sus cadenas, y le pone por nombre Jumbo.
Bajo el mando del presidente ejecutivo Lars Olofson, la empresa se ha concentrado en modificar la imagen que mantiene ante la población, pasando de una cadena reconocida por sus precios poco accesibles a un minorista de precios bajos.
Actualmente, el grupo Carrefour ocupa el primer lugar en distribución europea y el sexto a nivel mundial.

## Imagen de marca
En 1976, lanza una gama de productos (sobre todo básicos) libres, que lleva la marca de su distribuidor, con un empaquetado muy sobrio y una promoción orientada hacia la composición con precios permanentes.
En 2006, Carrefour cambia la imagen de su marca por un diseño más atractivo, con envases diseñados con colores suaves como el azul y fáciles de identificar. Estos nuevos envases cuentan con un logotipo de mayor tamaño que el anterior, en el que solamente aparecía el nombre Carrefour en una fina banda en la esquina inferior derecha.

## En cifras
En julio de 2019, las principales enseñas del grupo son:
- Hipermercado (5000 a 20 000 m²):- Carrefour - Carrefour Planet (en Europa, hasta 2013)- Hyperstar (en Irán).
- Hypercash (3000 a 12 000 m²): - Carrefour Maxi (en Argentina)- Atacadão (en Brasil, Colombia y Marruecos).
- Cash and carry (2000 a 10 000 m²): - Promocash (en Francia), - Docks market y Grossiper (en Italia), Carrefour Cash and carry (en Túnez), Carrefour Wholesale Cash & Carry (en India), Supeco (en España, Italia, Polonia, Rumania, Senegal, Francia, Senegal y Costa de Marfil) Atacadão (Brasil y Marruecos).
- Supermercado (1000 a 2000 m²):- Carrefour Market, Carrefour Market Gourmet (en Marruecos).
- Proximidad (200 a 800 m²):- Carrefour Express - Carrefour City - Carrefour Contact, Easy Carrefour (En China y Taiwán).
- Otras enseñas:- Carrefour Drive - Carrefour City Café - Carrefour Montagne - Carrefour Móvil - Viajes Carrefour - Servicios financieros - Estaciones de servicio - Carrefour OnLine.

### Presencia mundial
El grupo Carrefour cuenta con establecimientos en más de 30 países de Europa, Asia, Medio Oriente y América Latina.

### Los números de la compañía
En junio de 2019 la compañía completa un total de 11 969 tiendas en el mundo distribuidas así:
- Hipermercados: 1178
- Supermercados: 3348
- Tiendas de Conveniencia: 7050
- Bodegas Cash & Carry: 393

Para un total de 15 924 000 m² divididos de la siguiente manera:
- Francia: 5 549 000 m²
- Europa (excepto Francia): 5 555 000 m²
- América Latina: 2 549 000 m²
- Asia: 980 000 m²
- Países en Convenio (P. C.): 1 291 000 m²

### Datos financieros
Datos presentados en la asamblea general de diciembre de 2013:
- Volumen de negocios 2013:

74 888 millones de euros.
- Ingresos 2013:

2238 millones de euros.
- Inversiones 2013:

2159 millones de euros.
- Ingresos netos 2013:

1263 millones de euros.
- Débitos netos 2013:

4117 millones de euros.

### Datos bursátiles
Cotiza en la Bolsa de París desde 1970 y entra en la composición del índice CAC 40.
- Acciones cotizadas en la Bolsa de París.
- Miembro del índice CAC 40.
- Código Valor ISIN = FR0000120172.
- Valor nominal = euro.
- Número de acciones al 1 de enero de 2005:

705 118 716 títulos.
- Capitalización a 1 de enero de 2005:

28 889 millones de euros

## Conflictos laborales
Durante 2005, Carrefour mantiene un conflicto sindical por presunta vulneración de derechos de un trabajador afiliado a la Confederación Nacional del Trabajo, CNT, quien legalizó una Sección Sindical de la compañía en Carrefour-Montequinto (Sevilla).
Este conflicto comienza en la primavera del 2005 y concluye en el verano del mismo año. El sindicato extiende el conflicto a toda España, dándole cierta notoriedad.
A finales de 2007 se encuentra en el punto de mira tras ser acusado por presunta conducta antisindical, teniendo su máxima expresión en Carrefour Dos Hermanas, donde, tras más de un año de supuesta persecución sindical, despide a dos trabajadores de CCOO, hecho que llega al Comité Europeo de Diálogo Social en el Sector del Comercio, en Bruselas.

## Controversias
El 1 de mayo de 2007, más de 30 empleados del ahora cerrado Carrefour Ratu Plaza, en Yakarta, Indonesia, fueron llevados al Hospital Central de Pertamina, después de ser intoxicados por CO2. El hipermercado se encontraba ubicado en el sótano del centro comercial, con una ventilación insuficiente.
En el Carrefour Mangga Dua Square de Yakarta, Indonesia, un estante de metal ubicado a cinco metros de altura cayó encima de un niño de 3 años de edad, causándole la muerte casi instantáneamente debido a una hemorragia interna. Más tarde, la familia de la víctima afirmó que Carrefour se ha negado a reunirse con ellos para resolver el caso. Sin embargo, el director de Asuntos Corporativos de Carrefour negó esta acusación.
El 18 de octubre del año 2012, Cencosud anuncia que ha culminado la compra de Carrefour en Colombia, un total de 93 locales por el valor de 2600 millones de dólares. Carrefour ya estaba presente en el país latinoamericano desde 1998.
En 2013, vende su participación en Oriente Medio a su socia Majid al Futtaim, quien decide conservar la marca hasta el año 2025, pero cambia su logo para los países asociados de esa región.
En mayo de 2014, los directivos franceses anuncian su salida de India por causa de limitaciones gubernamentales a empresas extranjeras para abrir plazas minoristas en ese país. Carrefour funcionaba desde 2012 en la India con un formato mayorista llamado Carrefour Wholesale Cash & Carry.
En abril de 2018, los directivos anuncian importantes pérdidas operativas en el mercado argentino y la compañía prevé un plan de ajuste para seguir operando en Argentina. Dicho ajuste es fuertemente rechazado por los sindicatos y el 9 de abril de ese año el gobierno ofrece a la compañía francesa un procedimiento preventivo de crisis para evitar despidos.
En junio de 2019 la compañía informa que abandona China, país al que había ingresado en 1995, vendiendo a Suning.com el 80 % de su participación en China.
Entre 2017 y 2019 se recortaron 2400 puestos de trabajo en la sede de Francia y se anuncian 3000 nuevos recortes de empleo. Aun así, Carrefour recibió 149 millones de euros de las autoridades públicas en el marco de la CICE en 2017 y 134 millones de euros en 2018. Además, se repartieron 350 millones en dividendos cada año a los accionistas y el consejero delegado Alexandre Bompard vio aumentar su remuneración en un 27 % entre 2017 y 2018, ascendiendo a 7,3 millones de euros. Carrefour se ha convertido así en una de las empresas más desiguales del Cac 40, ya que su director general gana casi lo mismo en un día que un empleado medio en un año.
En 2022 han tenido un gran crecimiento respecto al año anterior. Han crecido tanto en la parte de alimentación como de combustibles. En el ámbito internacional también ha crecido de manera exponencial respecto a las cifras del año anterior.

### Muertes violentas de animales en un matadero
En septiembre de 2018, se revelaron imágenes del matadero municipal de Boischaut, Francia, proveedor de carne para Carrefour, mostrando prácticas extremadamente crueles al sacrificar animales, cortándolos aún vivos. Este escándalo de maltrato animal tuvo repercusiones globales y resultó en el cierre del matadero. Las impactantes imágenes fueron difundidas por la asociación francesa L214.

### Problemas de bienestar animal en los huevos
Carrefour se ha enfrentado a publicidad negativa debido a la falta de acciones en el campo del uso de huevos en jaulas en batería, porque no existe un compromiso público global para cambiar a huevos 100% libres de jaulas en todos los mercados a nivel mundial. Debido a las crueles condiciones en estas granjas, así como a los riesgos para la salud asociados con los huevos producidos en jaulas en batería, la Directiva 1999/74/CE del Consejo de la Unión Europea prohibió las granjas enjauladas en 2012.

### Procedimientos judiciales
El 26 de junio de 2007, la empresa fue condenada por un tribunal francés por publicidad engañosa. La demanda alegaba que Carrefour almacenaba regularmente cantidades insuficientes de productos anunciados para la venta. Además, la empresa fue condenada por vender productos por debajo del costo y aceptar sobornos de mayoristas. Carrefour fue condenada a pagar una multa de 2 millones de euros y a exhibir de forma visible y legible un cartel en todas sus tiendas francesas publicitando la publicidad engañosa.
El 7 de mayo de 2009, el gobierno francés pidió a un tribunal que multara a Carrefour con unos 220.000 euros por más de 2.500 infracciones. Los productos cárnicos carecían de información de seguimiento adecuada (más del 25% del inventario en algunas ubicaciones) y algunos productos tenían etiquetas incorrectas, como productos cárnicos que "reducían" su peso en un 15% después de recibir las etiquetas. La cadena vendía productos que hacía tiempo que habían superado su fecha de caducidad, incluidos, en un caso, paquetes de fórmula para bebés que habían caducado seis meses antes. Se encontraron 1.625 productos congelados y refrigerados que habían sido almacenados en almacenes a temperatura ambiente.

#### Procedimientos judiciales en Brasil
En Brasil, a partir de 2007, la cadena sufrió al menos cuatro acciones judiciales contra la violencia, el racismo y la homofobia, por humillación pública contra empleados y violencia infantil, además de una ejecución contra un hombre que robó 4 trozos de carne de pollo, y otra ejecución contra un hombre.
En un caso, un hombre negro propietario de una EcoSport fue confundido con un ladrón, hackeado en la red por guardias de seguridad subcontratados y torturado física y mentalmente durante más de 15 minutos, además de ser insultado por el color negro. La red despidió al guardia de seguridad y desactivó a la empresa de seguridad de terceros.
Otro caso de golpizas seguidas de muerte se produjo en el Supermercado Dia e Noite, filial del grupo Carrefour en São Carlos. El robo de dos barras de queso, unos muslos y crema para el cabello, cometido por el albañil Ademir Peraro, entonces de 43 años, motivó que el supervisor de la tienda y un guardia de seguridad lo atacaran. Luego del tramo de tortura, la víctima fue encerrada en el baño hasta que cerró la tienda, cuando fue arrojado a la calle. Rescatado por familiares, fue trasladado al hospital; Antes de morir, el albañil logró denunciar las torturas a las que fue sometido.
El proceso más costoso para Carrefour hasta la fecha fue de R$ 50.000, seguido de otro que costó R$ 44.640.

### Asesinato de Manchinha
En noviembre de 2018, la sucursal de Osasco fue noticia después de que Manchinha, un perro callejero, muriera asesinado por uno de los guardias de seguridad del establecimiento. El hombre había recibido órdenes desde arriba de sacar al animal de la tienda, y para ello le había ofrecido mortadela envenenada, además de golpearlo con una barra de aluminio, provocando la muerte del perro. Ante la repercusión a nivel nacional e internacional, Carrefour emitió un comunicado oficial sobre lo sucedido en sus redes. Luego de que se abrió una investigación por parte de la Policía Civil de São Paulo, el empleado responsable del asesinato fue declarado imputado y quedó en libertad por el delito de maltrato y maltrato animal. La sucursal fue multada con R$ 1 millón por el incidente.

### Muerte en la tienda en Pernambuco
El 14 de agosto de 2020, en una tienda de Recife, Moisés Santos, promotor de ventas de turno, sufrió un infarto y murió dentro de la tienda. El cuerpo del empleado subcontratado fue cubierto con paraguas y cajas de cartón y la tienda siguió funcionando con normalidad, lo que generó polémica e indignación en las redes sociales. Carrefour Brasil, en un comunicado, pidió disculpas y afirmó que "cometió un error al no cerrar la tienda inmediatamente después del incidente mientras se esperaba el funeral, además de no encontrar la forma correcta de proteger el cuerpo del señor Moisés". La empresa también afirmó que "cambió sus directrices para los empleados en situaciones excepcionales como ésta, incluido el cierre obligatorio de la tienda". La sede de Carrefour en Francia declaró que la empresa cometió un error y que la forma en que se llevó el caso "no fue la adecuada". La policía, en ese momento, dijo que no tenía garantías de que abrirían una investigación.

### Asesinato de João Alberto Freitas
El 19 de noviembre de 2020, un día antes del Día de la Conciencia Negra, João Alberto Silveira Freitas, un hombre negro de cuarenta años, fue asesinado por los guardias de seguridad Magno Braz Borges y Giovane Gaspar da Silva, policía militar y ex oficial militar. en una tienda Carrefour del barrio de Passo D'Areia, en Porto Alegre. Ambos fueron contratados por la empresa Vector y Silva no estaba autorizado a trabajar como guardia de seguridad.
Los dos guardias de seguridad llevaron al hombre al estacionamiento de la unidad, Al salir del supermercado, João Alberto atacó a Giovane con un puñetazo y guardias de seguridad lo golpearon, asfixiándolo hasta matarlo, en un acto explícito de racismo. Según testigos, João Alberto pidió ayuda y rogó que le dejaran respirar. Los guardias de seguridad impidieron que otras personas intervinieran, aunque gritaban que estaban matando al hombre. Un repartidor que se encontraba en el lugar y filmó el asesinato denunció que los asesinos intentaron borrar el video y lo amenazaron. Los guardias de seguridad fueron detenidos preventivamente bajo el cargo de homicidio calificado.
El asesinato de João Alberto desató una ola de manifestaciones frente a las tiendas Carrefour de todo el país el 20 de noviembre.

## Iniciativas
En diciembre de 2018, Carrefour presentó en Dubái su primer supermercado flotante de la mano de su socio local, Majid Al Futtaim. A esta iniciativa se le suma Carrefour Mobimart, un supermercado rodante encarnado en un autobús, que recorre diferentes barrios y vecindarios de Dubái.